# ليفي مانينغ
ليفي مانينغ (بالإنجليزية: Levi Manning)‏ هو سياسي أمريكي، ولد في 16 مايو 1864 في مقاطعة هاليفاكس في الولايات المتحدة، وتوفي في 6 أغسطس 1935 في بيفرلي هيلز في الولايات المتحدة.